# Zibaldone
Zibaldone. Zeitschrift für italienische Kultur der Gegenwart ist eine deutsche Zeitschrift, die seit 1986 zweimal jährlich im Taschenbuchformat erscheint.
Der Titel ist angelehnt an den italienischen Schriftsteller Giacomo Leopardi, der seine Ideen und Aphorismen in den Jahren 1817–1832 unter dem Titel Zibaldone (etwa: Sammelsurium) auf über 4500 Seiten niederschrieb.
Die Zeitschrift macht im deutschsprachigen Raum auf wenig bekannte Aspekte der italienischen Kultur und Landeskunde aufmerksam. Zu ihren Autoren zählen neben Wissenschaftlern der Italianistik, Geschichte, Kunstgeschichte, Theaterwissenschaft, Musikwissenschaft oder Filmwissenschaft auch Journalisten und Schriftsteller aus Deutschland, Italien, Österreich und der Schweiz. Die Beiträge sind vor allem in deutscher, vereinzelt aber auch in italienischer Sprache gehalten. Bekannte Autoren sind unter anderem Roberto Benigni, Umberto Eco, Karin Fleischanderl, Friederike Hausmann, Henning Klüver, Vittorio Magnago Lampugnani, Claudio Magris und Jens Petersen.
Jede Ausgabe umfasst im Schnitt 160 Seiten, enthält Schwarz-weiß-Illustrationen und ist einem Schwerpunktthema gewidmet. Die Rubrik Notizbuch enthält Miszellen zu aktuellen Tendenzen der Zeit, die auch jenseits des Schwerpunktthemas liegen können; am Heftende folgt ein Rezensionsteil.
Herausgeber der Zeitschrift sind die Romanisten Thomas Bremer (Universität Halle) und Daniel Winkler (Universität Wien). Titus Heydenreich (Universität Erlangen) war – gemeinsam mit Helene Harth (Universität Potsdam) – ihr Gründer. Ursprünglich kam Zibaldone beim Verlag Piper (München) heraus, dann bei Rotbuch (Hamburg) und seit 2002 bei Stauffenburg (Tübingen).
Zibaldone wurde mit zwei italienischen Preisen ausgezeichnet: Im Jahre 1989 mit dem Premio Montecchio di Studi Italo-Tedeschi und 1996 mit dem Premio Nazionale per la Traduzione.